# 王近珂
王近珂（1917年7月—2014年2月1日），安徽铜陵人，中华人民共和国政治人物。
1940年4月加入中国共产党，早年参加抗日战争，任皖北区干事、巢湖贸易公司副经理，芜湖专署粮食局副局长，马鞍山市粮食局局长、税务局局长，1964年6月，任马鞍山市安置办主任；1972年3月，任市展览馆馆长。1979年3月，任马鞍山市财贸办公室副主任。2014年去世。